# Трънкова вада
Трънкова вада (на английски: Thistle Brook) е поток, течащ в източната околия на Графството. Той тече на югоизток от Зелеников край и минава през селцето Долни Върбалак, след което се влива в Крайграфската река. Трънкова вада е известен в Графството с рибата си, която местните ловят с голи ръце, защото водите са плитки.
| Портал | В Портал Властелинът на пръстените можете да намерите още много страници за Властелинът на пръстените. |